# Vinařský sloup (Křižovnické náměstí)
Vinařský sloup na Křižovnickém náměstí (někdy také viniční nebo viničný sloup) je pískovcový raně barokní sloup se sochou svatého Václava, dílo Jana Jiřího Bendla z roku 1676. Stojí u nároží kostela sv. Františka Serafinského na Starém Městě v Praze a pod sloupem jsou zbytky dlažby Juditina mostu z 12. století. Sloup se sochou i dlažba jsou od roku 1964 kulturní památkou.

## Popis a historie

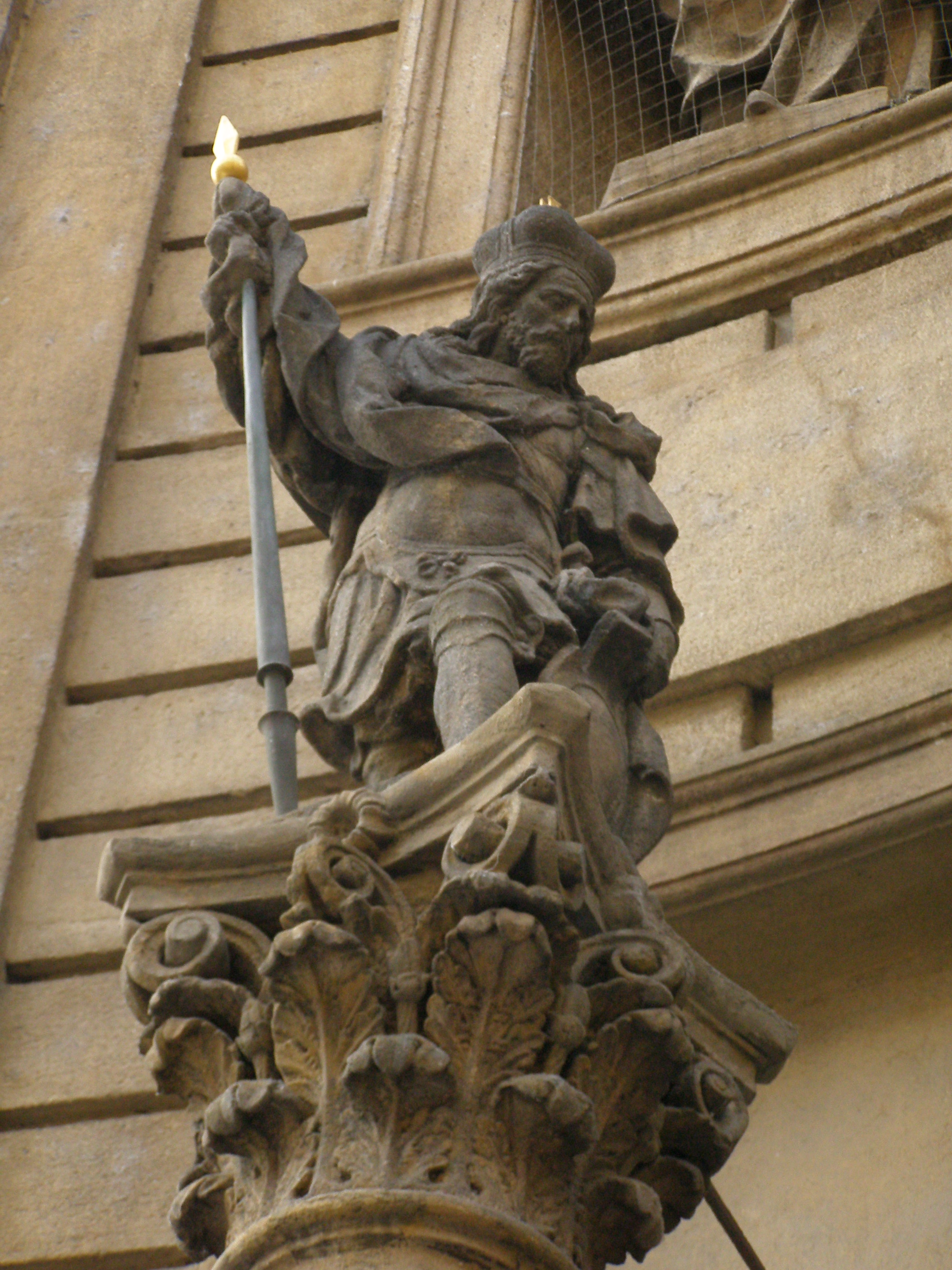
Detail hlavice a sochy

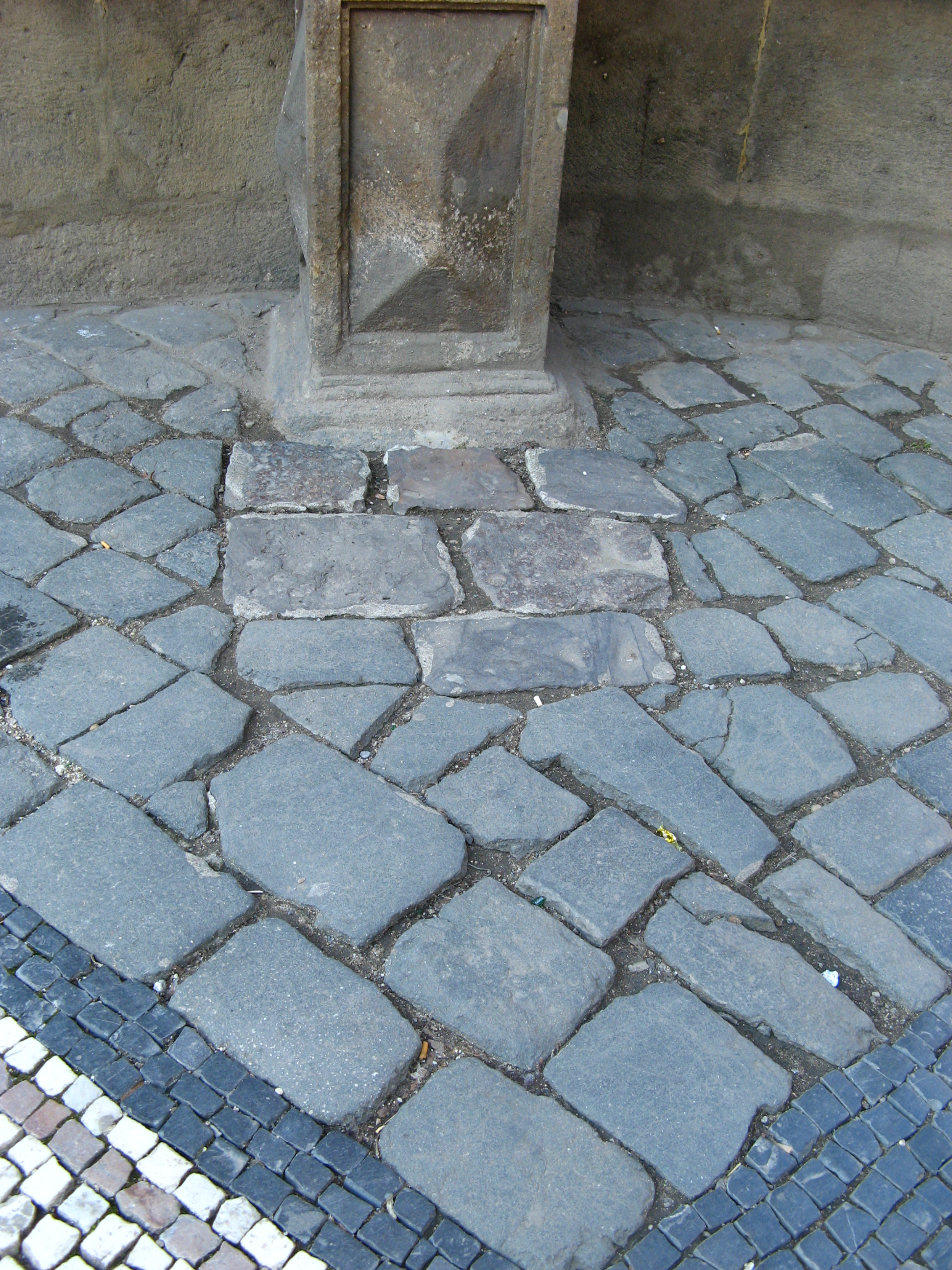
Detail dlažby

Na hranolovitém podstavci je štíhlý sloup, kolem něj se vine vinná réva s hrozny. Sloup je zakončen korintskou hlavicí, na které stojí svatý Václav v brnění s knížecí korunou na hlavě, v pravé ruce drží kopí s praporcem a levou rukou se opírá o štít (obdobná, starší Bendlova socha svatého Václava z roku 1662 je také na Pražském hradě). Podstavec, dřík a hlavice vinařského sloupu i samotná socha jsou z tvrdého žehrovického pískovce a díky trvanlivosti tohoto materiálu dílo už více než tři století odolává agresivnímu pražskému ovzduší.
Sloup je umístěn v konkávně prohnutém nároží kostela svatého Františka, které je kolem podstavce vyplněno dlažbou z kamenů, pocházejících ze zbytků někdejšího Juditina mostu (je to pravděpodobně nejstarší dlažba, kterou je v Praze možné vidět).
Sloup se svatým Václavem jako patronem vinic a vinařů byl vysvěcen 28. září 1676. Původně stával před sídlem pražského Viničního úřadu u Staroměstské mostecké věže, což potvrdily i archeologické nálezy při úpravě náměstí. Úkolem úřadu bylo dbát o pražské vinice a dohlížet na vinaře i šenkýře. V roce 1783 císař Josef II. tento úřad zrušil. Protože sloup překážel ve vstupu na most, byl nejprve v roce 1778 odsunut k tehdejšímu strážnímu domku a v rámci úprav Křižovnického náměstí pak v roce 1847 přemístil kameník František Jedlička sloup na nynější místo.